# Torneos ATP en 1990
El Torneo IBM ATP de 1990 fue la primera temporada de la ATP Tour, El nuevo circuito mundial de tenis único que llegó para reemplazar a los dos circuitos anteriores ITF Grand Prix Circuit y el Circuito WCT. Fue el circuito profesional organizado por la Asociación de Tenistas Profesionales. En 1990 el IBM ATP Tour incluyó los cuatro Grand Slams (organizado por la Federación Internacional de Tenis), las ATP Finals, la ATP Championship Series de una semana, la ATP Championship Series y la Series Mundiales ATP. La Copa ATP, Copa Davis (organizado por la ITF) y la Copa Grand Slam (organizada por la ITF) se incluyeron pero no puntuaron en el circuito.

## Calendario

### Claves
| Grand Slam                          |
| ATP Tour World Championships        |
| ATP Championship Series, una semana |
| ATP Championship Series             |
| Series Mundiales                    |
| Torneos por equipos                 |

### Enero
| Semana                  | Torneo | Campeones | Finalistas                                                                   | Semifinalistas                        | Cuartos de final                                                   |
| ----------------------- | --- | --- | ---------------------------------------------------------------------------- | ------------------------------------- | ------------------------------------------------------------------ |
| 26 de diciembre         | Copa Hopman Perth, Australia Campeonato Mixto por equipos ITF Dura – 8 equipos | España · 2–1 | Estados Unidos                                                               | Australia Checoslovaquia              | Italia · Unión Soviética · Francia · Austria                       |
| 1 de enero              | Campeonato Australiano Masculino de Pista Dura Adelaida, Australia Series Mundiales 125 000$ Dura | Thomas Muster 3–6, 6–2, 7–5 | Jimmy Arias                                                                  | Sergi Bruguera Jean-Philippe Fleurian | Michael Stich Mark Kratzmann Mark Koevermans Jérôme Potier         |
| 1 de enero              | Campeonato Australiano Masculino de Pista Dura Adelaida, Australia Series Mundiales 125 000$ Dura | Andrew Castle Nduka Odizor 7–6, 6–2 | Alexander Mronz Michiel Schapers                                             | Sergi Bruguera Jean-Philippe Fleurian | Michael Stich Mark Kratzmann Mark Koevermans Jérôme Potier         |
| 1 de enero              | BP Nationals Championships Wellington, Nueva Zelanda Serie Mundiales ATP 125 000$ Dura | Emilio Sánchez Vicario 6–7(3–7), 6–4, 4–6, 6–4, 6–1 | Richey Reneberg                                                              | Paolo Canè Karel Nováček              | Richard Fromberg Gilad Bloom Lars-Anders Wahlgren Andrei Chesnokov |
| 1 de enero              | BP Nationals Championships Wellington, Nueva Zelanda Serie Mundiales ATP 125 000$ Dura | Kelly Evernden Nicolás Pereira 6–4, 7–6 | Sergio Casal Emilio Sánchez Vicario                                          | Paolo Canè Karel Nováček              | Richard Fromberg Gilad Bloom Lars-Anders Wahlgren Andrei Chesnokov |
| 8 de enero              | Benson and Hedges Open Auckland, Nueva Zelanda Series Mundiales 150 000$ Dura | Scott Davis 4–6, 6–3, 6–3 | Andrei Chesnokov                                                             | Amos Mansdorf Ramesh Krishnan         | Grant Connell Jimmy Arias Magnus Gustafsson Steve Guy              |
| 8 de enero              | Benson and Hedges Open Auckland, Nueva Zelanda Series Mundiales 150 000$ Dura | Kelly Jones Robert Van't Hof 7–6, 6–0 | Gilad Bloom Paul Haarhuis                                                    | Amos Mansdorf Ramesh Krishnan         | Grant Connell Jimmy Arias Magnus Gustafsson Steve Guy              |
| 8 de enero              | NSW Open Sídney, Australia Series Mundiales 150 000$ Dura | Yannick Noah 5–7, 6–3, 6–4 | Carl-Uwe Steeb                                                               | Aaron Krickstein Mats Wilander        | Ivan Lendl David Wheaton Pete Sampras Boris Becker                 |
| 8 de enero              | NSW Open Sídney, Australia Series Mundiales 150 000$ Dura | Pat Cash Mark Kratzmann 6–4, 7–5 | Pieter Aldrich Danie Visser                                                  | Aaron Krickstein Mats Wilander        | Ivan Lendl David Wheaton Pete Sampras Boris Becker                 |
| 15 de enero 28 de enero | Abierto de Australia Melbourne, Australia Grand Slam 1 462 000$ Dura | Ivan Lendl 4–6, 7–6(7–3), 5–2 ret. | Stefan Edberg                                                                | Yannick Noah Mats Wilander            | Andrei Cherkasov Mikael Pernfors David Wheaton Boris Becker        |
| 15 de enero 28 de enero | Abierto de Australia Melbourne, Australia Grand Slam 1 462 000$ Dura | Pieter Aldrich Danie Visser 6–4, 4–6, 6–1, 6–4 | Grant Connell Glenn Michibata                                                | Yannick Noah Mats Wilander            | Andrei Cherkasov Mikael Pernfors David Wheaton Boris Becker        |
| 15 de enero 28 de enero | Abierto de Australia Melbourne, Australia Grand Slam 1 462 000$ Dura | Natasha Zvereva Jim Pugh 4–6, 6–2, 6–3 | Zina Garrison Rick Leach                                                     | Yannick Noah Mats Wilander            | Andrei Cherkasov Mikael Pernfors David Wheaton Boris Becker        |
| 29 de enero             | Prmera ronda de Copa Davis Bremen, RFA – Moqueta Buenos Aires, Argentina – Tierra batida Christchurch, Nueva Zelanda – hierba Perth, Australia – hierba Praga, Checoslovaquia – Moqueta Carlsbad (California), Estados Unidos – Dura Barcelona, España – Tierra batida Cagliari, Italia – Tierra batida | Ganadores Alemania Federal 3–2 Argentina 3–0 Nueva Zelanda 3–2 Australia 3–2 [[Equipo de Copa Davis de \|]] 5–0 Estados Unidos 4–0 Austria 3–2 Italia 3–2 | Perdedores Países Bajos Israel Yugoslavia Francia Suiza México España Suecia |                                       |                                                                    |

### Febrero
| Semana        | Torneo                                                                                     | Campeones                                            | Finalistas                        | Semifinalistas                       | Cuartos de final                                                |
| ------------- | ------------------------------------------------------------------------------------------ | ---------------------------------------------------- | --------------------------------- | ------------------------------------ | --------------------------------------------------------------- |
| 5 de febrero  | Stella Artois Indoor Milán, Italia Series Mundiales 540 000$ Moqueta                       | Ivan Lendl 6–3, 6–2                                  | Tim Mayotte                       | Pete Sampras John McEnroe            | Jim Courier Milan Šrejber Jakob Hlasek Eric Jelen               |
| 5 de febrero  | Stella Artois Indoor Milán, Italia Series Mundiales 540 000$ Moqueta                       | Omar Camporese Diego Nargiso 6–4, 6–4                | Tom Nijssen Udo Riglewski         | Pete Sampras John McEnroe            | Jim Courier Milan Šrejber Jakob Hlasek Eric Jelen               |
| 5 de febrero  | Chevrolet Classic Guarujá, Brasil Series Mundiales 125 000$ Tierra batida                  | Martín Jaite 3–6, 6–4, 6–3                           | Luiz Mattar                       | Eduardo Bengoechea Alexandre Hocevar | Jay Berger Ivan Kley Cássio Motta Pavel Vojtíšek                |
| 5 de febrero  | Chevrolet Classic Guarujá, Brasil Series Mundiales 125 000$ Tierra batida                  | Javier Frana Gustavo Luza 7–6, 7–6                   | Luiz Mattar Cássio Motta          | Eduardo Bengoechea Alexandre Hocevar | Jay Berger Ivan Kley Cássio Motta Pavel Vojtíšek                |
| 5 de febrero  | Volvo Tennis San Francisco San Francisco, EE. UU. Series Mundiales ATP 225 000$ Moqueta    | Andre Agassi 6–1, 6–3                                | Todd Witsken                      | Joey Rive Jim Grabb                  | Richey Reneberg Jimmy Arias Christo van Rensburg Paul Annacone  |
| 5 de febrero  | Volvo Tennis San Francisco San Francisco, EE. UU. Series Mundiales ATP 225 000$ Moqueta    | Kelly Jones Robert Van't Hof 2–6, 7–6, 6–3           | Glenn Layendecker Richey Reneberg | Joey Rive Jim Grabb                  | Richey Reneberg Jimmy Arias Christo van Rensburg Paul Annacone  |
| 12 de febrero | Donnay Indoor Championships, Bélgica ATP Championship Series 465 000$ Moqueta              | Boris Becker 7–5, 6–2, 6–2                           | Carl-Uwe Steeb                    | Magnus Gustafsson Miloslav Mečíř     | Paolo Canè Jonas Svensson Ronald Agénor Goran Ivanišević        |
| 12 de febrero | Donnay Indoor Championships, Bélgica ATP Championship Series 465 000$ Moqueta              | Emilio Sánchez Vicario Slobodan Živojinović 7–5, 6–3 | Goran Ivanišević Balázs Taróczy   | Magnus Gustafsson Miloslav Mečíř     | Paolo Canè Jonas Svensson Ronald Agénor Goran Ivanišević        |
| 12 de febrero | SkyDome World Tennis Tournament Toronto, Canadá ATP Championship Series 1 005 000$ Moqueta | Ivan Lendl 6–3, 6–0                                  | Tim Mayotte                       | John McEnroe Brad Gilbert            | Kevin Curren Jay Berger Aaron Krickstein Petr Korda             |
| 12 de febrero | SkyDome World Tennis Tournament Toronto, Canadá ATP Championship Series 1 005 000$ Moqueta | Patrick Galbraith David Macpherson 3–6, 6–3, 6–4     | Neil Broad Kevin Curren           | John McEnroe Brad Gilbert            | Kevin Curren Jay Berger Aaron Krickstein Petr Korda             |
| 19 de febrero | Eurocard Open Stuttgart, Alemania ATP Championship Series 825 000$ Moqueta                 | Boris Becker 6–2, 6–2                                | Ivan Lendl                        | Magnus Gustafsson Jonas Svensson     | Patrik Kühnen Aki Rahunen Horst Skoff Miloslav Mečíř            |
| 19 de febrero | Eurocard Open Stuttgart, Alemania ATP Championship Series 825 000$ Moqueta                 | Guy Forget Jakob Hlasek 6–3, 6–2                     | Michael Mortensen Tom Nijssen     | Magnus Gustafsson Jonas Svensson     | Patrik Kühnen Aki Rahunen Horst Skoff Miloslav Mečíř            |
| 19 de febrero | Ebel U.S. Pro Indoor Filadelfia, EE. UU. ATP Championship Series 825 000$ Moqueta          | Pete Sampras 7–6(7–4), 7–5, 6–2                      | Andrés Gómez                      | Mark Kratzmann Petr Korda            | Jim Courier Tim Mayotte Jay Berger Paul Haarhuis                |
| 19 de febrero | Ebel U.S. Pro Indoor Filadelfia, EE. UU. ATP Championship Series 825 000$ Moqueta          | Rick Leach Jim Pugh 6–4, 6–2                         | Grant Connell Glenn Michibata     | Mark Kratzmann Petr Korda            | Jim Courier Tim Mayotte Jay Berger Paul Haarhuis                |
| 25 de febrero | ABN World Tennis Tournament Róterdam, Países Bajos Series Mundiales 450 000$ Moqueta       | Brad Gilbert 6–1, 6–3                                | Jonas Svensson                    | Michael Tauson Jakob Hlasek          | Amos Mansdorf Magnus Gustafsson Alex Antonitsch Thomas Högstedt |
| 25 de febrero | ABN World Tennis Tournament Róterdam, Países Bajos Series Mundiales 450 000$ Moqueta       | Leonardo Lavalle Jorge Lozano 6–3, 7–6               | Diego Nargiso Nicolás Pereira     | Michael Tauson Jakob Hlasek          | Amos Mansdorf Magnus Gustafsson Alex Antonitsch Thomas Högstedt |
| 25 de febrero | Volvo Tennis Indoor Memphis, Tennessee, EE. UU. ATP Championship Series 225 000$ Dura      | Michael Stich 6–7(5–7), 6–4, 7–6(7–1)                | Wally Masur                       | Gary Muller Glenn Layendecker        | Danie Visser MaliVai Washington Petr Korda Veli Paloheimo       |
| 25 de febrero | Volvo Tennis Indoor Memphis, Tennessee, EE. UU. ATP Championship Series 225 000$ Dura      | Darren Cahill Mark Kratzmann 6–3, 6–2                | Udo Riglewski Michael Stich       | Gary Muller Glenn Layendecker        | Danie Visser MaliVai Washington Petr Korda Veli Paloheimo       |

### Marzo
| Semana      | Torneo | Campeones                                                                               | Finalistas                                                                                       | Semifinalistas                    | Cuartos de final                                                  |
| ----------- | --- | --------------------------------------------------------------------------------------- | ------------------------------------------------------------------------------------------------ | --------------------------------- | ----------------------------------------------------------------- |
| 5 de marzo  | Newsweek Champions Cup Indian Wells, Estados Unidos ATP Championship Series de una semana 750 000$ Dura                                                   | Stefan Edberg 6–4, 5–7, 7–6(7–1), 7–6(8–6)                                              | Andre Agassi                                                                                     | Boris Becker Jim Courier          | Jay Berger Emilio Sánchez Vicario Aaron Krickstein Jan Gunnarsson |
| 5 de marzo  | Newsweek Champions Cup Indian Wells, Estados Unidos ATP Championship Series de una semana 750 000$ Dura                                                   | Boris Becker Guy Forget 6–4, 6–3                                                        | Jim Grabb Patrick McEnroe                                                                        | Boris Becker Jim Courier          | Jay Berger Emilio Sánchez Vicario Aaron Krickstein Jan Gunnarsson |
| 5 de marzo  | Gran Premio Hassan II Casablanca, Marruecos Series Mundiales ATP 125 000$ Tierra Batida                                                                   | Thomas Muster 6–1, 6–7(3–7), 6–2                                                        | Guillermo Pérez Roldán                                                                           | Tomás Carbonell Goran Prpić       | Thierry Tulasne Roberto Azar Johan Anderson Mark Koevermans       |
| 5 de marzo  | Gran Premio Hassan II Casablanca, Marruecos Series Mundiales ATP 125 000$ Tierra Batida                                                                   | Todd Woodbridge Simon Youl 6–3, 6–1                                                     | Paul Haarhuis Mark Koevermans                                                                    | Tomás Carbonell Goran Prpić       | Thierry Tulasne Roberto Azar Johan Anderson Mark Koevermans       |
| 12 de marzo | Lipton International Players Championships Cayo Vizcaíno, Estados Unidos ATP Championship Series de una semana 1 200 000$ Dura                            | Andre Agassi 6–1, 6–4, 0–6, 6–2                                                         | Stefan Edberg                                                                                    | Emilio Sánchez Vicario Jay Berger | Martín Jaite Jakob Hlasek Jim Courier Pete Sampras                |
| 12 de marzo | Lipton International Players Championships Cayo Vizcaíno, Estados Unidos ATP Championship Series de una semana 1 200 000$ Dura                            | Rick Leach Jim Pugh 6–7, 6–4, 6–2                                                       | Boris Becker Cássio Motta                                                                        | Emilio Sánchez Vicario Jay Berger | Martín Jaite Jakob Hlasek Jim Courier Pete Sampras                |
| 25 de marzo | Cuartos de Copa Davis Buenos Aires, Argentina – Tierra batida Brisbane, Australia – Hierba Praga, Checoslovaquia – Moqueta Viena, Austria – Tierra batida | Ganadores cuartos de final ' Argentina 3–2 Australia 3–2 Estados Unidos 4–1 Austria 5–0 | Perdedores cuartos de final Alemania Federal Nueva Zelanda [[Equipo de Copa Davis de \|]] Italia |                                   |                                                                   |

### Abril
| Semana      | Torneo | Campeones                                         | Finalistas                          | Semifinalistas                          | Cuartos de final                                                          |
| ----------- | --- | ------------------------------------------------- | ----------------------------------- | --------------------------------------- | ------------------------------------------------------------------------- |
| 2 de abril  | Banespa Open Río de Janeiro, Brasil Series Mundiales ATP 225 000$ – Tierra batida                                  | Luiz Mattar 6–4, 6–4                              | Andrew Sznajder                     | Martin Wostenholme Brian Garrow         | Pavel Vojtíšek Simone Colombo Martin Laurendeau Patrick Baur              |
| 2 de abril  | Banespa Open Río de Janeiro, Brasil Series Mundiales ATP 225 000$ – Tierra batida                                  | Brian Garrow Sven Salumaa 7–5, 6–3                | Nelson Aerts Fernando Roese         | Martin Wostenholme Brian Garrow         | Pavel Vojtíšek Simone Colombo Martin Laurendeau Patrick Baur              |
| 2 de abril  | Torneo de Estoril Oeiras, Portugal Series Mundiales ATP 225 000$ Tierra Batida                                     | Emilio Sánchez Vicario 6–3, 6–1                   | Franco Davín                        | Jordi Arrese Juan Aguilera              | Jay Berger Omar Camporese Thomas Muster Paul Haarhuis                     |
| 2 de abril  | Torneo de Estoril Oeiras, Portugal Series Mundiales ATP 225 000$ Tierra Batida                                     | Sergio Casal Emilio Sánchez Vicario 7–5, 4–6, 7–5 | Omar Camporese Paolo Canè           | Jordi Arrese Juan Aguilera              | Jay Berger Omar Camporese Thomas Muster Paul Haarhuis                     |
| 2 de abril  | Prudential-Bache Securities Classic Orlando, EE. UU. ATP Series 225 000$ Dura                                      | Brad Gilbert 6–2, 6–1                             | Christo van Rensburg                | MaliVai Washington David Pate           | Joey Rive Scott Davis Jason Stoltenberg Alexis Hombrecher                 |
| 2 de abril  | Prudential-Bache Securities Classic Orlando, EE. UU. ATP Series 225 000$ Dura                                      | Scott Davis David Pate 6–3, 7–5                   | Alfonso Mora Brian Page             | MaliVai Washington David Pate           | Joey Rive Scott Davis Jason Stoltenberg Alexis Hombrecher                 |
| 9 de abril  | Torneo Conde de Godó Barcelona, España Championship Series 375 000$ Tierra Batida                                  | Andrés Gómez 6–0, 7–6(7–1), 3–6, 0–6, 6–2         | Guillermo Pérez Roldán              | Andrei Chesnokov Emilio Sánchez Vicario | Jay Berger Diego Pérez Sergi Bruguera Martín Jaite                        |
| 9 de abril  | Torneo Conde de Godó Barcelona, España Championship Series 375 000$ Tierra Batida                                  | Andrés Gómez Javier Sánchez Vicario 7–5, 7–6      | Sergio Casal Emilio Sánchez Vicario | Andrei Chesnokov Emilio Sánchez Vicario | Jay Berger Diego Pérez Sergi Bruguera Martín Jaite                        |
| 9 de abril  | Suntory Japan Open Tennis Championships Toquio, Japón ATP Championship Series 825 000$ Dura                        | Stefan Edberg 6–4, 7–5                            | Aaron Krickstein                    | Ivan Lendl Brad Gilbert                 | Amos Mansdorf Michael Chang Wally Masur Jim Grabb                         |
| 9 de abril  | Suntory Japan Open Tennis Championships Toquio, Japón ATP Championship Series 825 000$ Dura                        | Mark Kratzmann Wally Masur 6–4, 6–3               | Kent Kinnear Brad Pearce            | Ivan Lendl Brad Gilbert                 | Amos Mansdorf Michael Chang Wally Masur Jim Grabb                         |
| 16 de abril | KAL Cup Korea Open Seúl, Corea del Sur Series Mundiales 140 000$ Dura                                              | Alex Antonitsch 7–6, 6–3                          | Pat Cash                            | Gilad Bloom Dan Goldie                  | Richard Matuszewski Milan Šrejber Shuzo Matsuoka Patrik Kühnen            |
| 16 de abril | KAL Cup Korea Open Seúl, Corea del Sur Series Mundiales 140 000$ Dura                                              | Grant Connell Glenn Michibata 7–6, 6–4            | Jason Stoltenberg Todd Woodbridge   | Gilad Bloom Dan Goldie                  | Richard Matuszewski Milan Šrejber Shuzo Matsuoka Patrik Kühnen            |
| 16 de abril | Philips Open Niza, Francia Series Mundiales 225 000$ Tierra Batida                                                 | Juan Aguilera 2–6, 6–3, 6–4                       | Guy Forget                          | Andrei Cherkasov Marc Rosset            | Jay Berger Goran Prpić Fabrice Santoro Jakob Hlasek                       |
| 16 de abril | Philips Open Niza, Francia Series Mundiales 225 000$ Tierra Batida                                                 | Alberto Mancini Yannick Noah 6–4, 7–6             | Marcelo Filippini Horst Skoff       | Andrei Cherkasov Marc Rosset            | Jay Berger Goran Prpić Fabrice Santoro Jakob Hlasek                       |
| 23 de abril | Masters de Monte Carlo Roquebrune-Cap-Martin, Francia ATP Championship Series de una semana 750 000$ Tierra Batida | Andrei Chesnokov 7–5, 6–3, 6–3                    | Thomas Muster                       | Henri Leconte Emilio Sánchez Vicario    | Juan Aguilera Horst Skoff Marc Rosset Boris Becker                        |
| 23 de abril | Masters de Monte Carlo Roquebrune-Cap-Martin, Francia ATP Championship Series de una semana 750 000$ Tierra Batida | Petr Korda Tomáš Šmíd 6–2, 6–1                    | Andrés Gómez Javier Sánchez Vicario | Henri Leconte Emilio Sánchez Vicario    | Juan Aguilera Horst Skoff Marc Rosset Boris Becker                        |
| 23 de abril | Abierto de Salem Hong Kong Series Mundiales 185 000$ Dura                                                          | Pat Cash 6–3, 6–4                                 | Alex Antonitsch                     | Jonathan Canter Patrik Kühnen           | Tom Nijssen Patrick McEnroe Brad Pearce Grant Connell                     |
| 23 de abril | Abierto de Salem Hong Kong Series Mundiales 185 000$ Dura                                                          | Pat Cash Wally Masur 6–3, 6–3                     | Kevin Curren Joey Rive              | Jonathan Canter Patrik Kühnen           | Tom Nijssen Patrick McEnroe Brad Pearce Grant Connell                     |
| 30 de abril | BMW Open Múnich, Alemania Series Mundiales ATP 225 000$ Tierra Batida                                              | Karel Nováček 6–4, 6–2                            | Thomas Muster                       | Petr Korda Jonas Svensson               | Martin Střelba Jens Wöhrmann Jim Courier Christian Bergström              |
| 30 de abril | BMW Open Múnich, Alemania Series Mundiales ATP 225 000$ Tierra Batida                                              | Udo Riglewski Michael Stich 6–1, 6–4              | Petr Korda Tomáš Šmíd               | Petr Korda Jonas Svensson               | Martin Střelba Jens Wöhrmann Jim Courier Christian Bergström              |
| 30 de abril | Trofeo Villa de Madrid Madrid, España Series Mundiales 279 000$ Tierra batida                                      | Andrés Gómez 6–3, 7–6(7–3)                        | Marc Rosset                         | Javier Sánchez Vicario Martín Jaite     | Juan Carlos Báguena Marcos Aurelio Gorriz Alberto Mancini Mark Koevermans |
| 30 de abril | Trofeo Villa de Madrid Madrid, España Series Mundiales 279 000$ Tierra batida                                      | Juan Carlos Báguena Omar Camporese 6–4, 3–6, 6–3  | Andrés Gómez Javier Sánchez Vicario | Javier Sánchez Vicario Martín Jaite     | Juan Carlos Báguena Marcos Aurelio Gorriz Alberto Mancini Mark Koevermans |
| 30 de abril | Epson Singapore Super Tennis Singapur, Singapur Series Mundiales 225 000$ Dura                                     | Kelly Jones 6–4, 2–6, 7–6(7–4)                    | Richard Fromberg                    | Jan Siemerink Dan Goldie                | Wally Masur Patrick McEnroe Kelly Evernden Thomas Högstedt                |
| 30 de abril | Epson Singapore Super Tennis Singapur, Singapur Series Mundiales 225 000$ Dura                                     | Mark Kratzmann Jason Stoltenberg 6–1, 6–0         | Brad Drewett Todd Woodbridge        | Jan Siemerink Dan Goldie                | Wally Masur Patrick McEnroe Kelly Evernden Thomas Högstedt                |

### Mayo
| Semana                 | Torneo | Campeones                                               | Finalistas                        | Semifinalistas                      | Cuartos de final                                                  |
| ---------------------- | --- | ------------------------------------------------------- | --------------------------------- | ----------------------------------- | ----------------------------------------------------------------- |
| 7 de mayo              | Masters de Hamburgo Hamburgo, Alemania ATP Championship Series de una semana 750 000$ Tierra batida       | Juan Aguilera 6–1, 6–0, 7–6(9–7)                        | Boris Becker                      | Henri Leconte Guy Forget            | Jimmy Arias Franco Davín Jay Berger Magnus Gustafsson             |
| 7 de mayo              | Masters de Hamburgo Hamburgo, Alemania ATP Championship Series de una semana 750 000$ Tierra batida       | Sergi Bruguera Jim Courier 4–6, 6–1, 7–6                | Udo Riglewski Michael Stich       | Henri Leconte Guy Forget            | Jimmy Arias Franco Davín Jay Berger Magnus Gustafsson             |
| 7 de mayo              | U.S. Men's Clay Court Championships Kiawah Island, Estados Unidos Series Mundiales 197 000$ Tierra batida | David Wheaton 6–4, 6–4                                  | Mark Kaplan                       | Alexander Mronz MaliVai Washington  | Derrick Rostagno Jeff Tarango Tim Wilkison Martin Wostenholme     |
| 7 de mayo              | U.S. Men's Clay Court Championships Kiawah Island, Estados Unidos Series Mundiales 197 000$ Tierra batida | Scott Davis David Pate 6–2, 6–3                         | Jim Grabb Leonardo Lavalle        | Alexander Mronz MaliVai Washington  | Derrick Rostagno Jeff Tarango Tim Wilkison Martin Wostenholme     |
| 14 de mayo             | Abierto de Italia Roma, Italia ATP Championship Series de una semana 1 005 000$ Tierra Batida             | Thomas Muster 6–1, 6–3, 6–1                             | Andrei Chesnokov                  | Emilio Sánchez Vicario Andrés Gómez | Alberto Mancini Guillermo Pérez Roldán Omar Camporese Guy Forget  |
| 14 de mayo             | Abierto de Italia Roma, Italia ATP Championship Series de una semana 1 005 000$ Tierra Batida             | Sergio Casal Emilio Sánchez Vicario 7–6, 7–5            | Jim Courier Martin Davis          | Emilio Sánchez Vicario Andrés Gómez | Alberto Mancini Guillermo Pérez Roldán Omar Camporese Guy Forget  |
| 14 de mayo             | Abierto de Yugoslavia Umag, Yugoslavia ATP Series Mundiales 147 500$ Tierra batida                        | Goran Prpić 6–3, 4–6, 6–4                               | Goran Ivanišević                  | Horacio de la Peña Andrei Cherkasov | Roberto Azar Aki Rahunen Eric Jelen Tarik Benhabiles              |
| 14 de mayo             | Abierto de Yugoslavia Umag, Yugoslavia ATP Series Mundiales 147 500$ Tierra batida                        | Vojtěch Flégl Daniel Vacek 6–4, 6–4                     | Andrei Cherkasov Andrei Olhovskiy | Horacio de la Peña Andrei Cherkasov | Roberto Azar Aki Rahunen Eric Jelen Tarik Benhabiles              |
| 21 de mayo             | Peugeot World Team Cup Düsseldorf, Alemania 900 000$ Tierra batida                                        | SFR 3–0                                                 | Estados Unidos                    | Round Robin (Grupo Rojo)            | Round Robin (Grupo Azul)                                          |
| 21 de mayo             | Internazionali Cassa di Risparmio Bolonia, Italia Series Mundailes 225 000$ Tierra Batida                 | Richard Fromberg 4–6, 6–4, 7–6(7–5)                     | Marc Rosset                       | Jérôme Potier Franco Davín          | Guillermo Pérez Roldán Thierry Tulasne Todd Witsken Lawson Duncan |
| 21 de mayo             | Internazionali Cassa di Risparmio Bolonia, Italia Series Mundailes 225 000$ Tierra Batida                 | Gustavo Luza Udo Riglewski 7–6, 4–6, 6–1                | Jérôme Potier Jim Pugh            | Jérôme Potier Franco Davín          | Guillermo Pérez Roldán Thierry Tulasne Todd Witsken Lawson Duncan |
| 28 de mayo 10 de junio | Roland Garros París, Francia Grand Slam 2 700 000$ Tierra Batida                                          | Andrés Gómez 6–3, 2–6, 6–4, 6–4                         | Andre Agassi                      | Jonas Svensson Thomas Muster        | Henri Leconte Michael Chang Thierry Champion Goran Ivanišević     |
| 28 de mayo 10 de junio | Roland Garros París, Francia Grand Slam 2 700 000$ Tierra Batida                                          | Sergio Casal Emilio Sánchez Vicario 7–5, 6–3            | Goran Ivanišević Petr Korda       | Jonas Svensson Thomas Muster        | Henri Leconte Michael Chang Thierry Champion Goran Ivanišević     |
| 28 de mayo 10 de junio | Roland Garros París, Francia Grand Slam 2 700 000$ Tierra Batida                                          | Arantxa Sánchez Vicario Jorge Lozano 7–6(7–5), 7–6(8–6) | Nicole Provis Danie Visser        | Jonas Svensson Thomas Muster        | Henri Leconte Michael Chang Thierry Champion Goran Ivanišević     |

### Junio
| Semana                 | Torneo                                                                                             | Campeones                                        | Finalistas                          | Semifinalistas                  | Cuartos de final                                                            |
| ---------------------- | -------------------------------------------------------------------------------------------------- | ------------------------------------------------ | ----------------------------------- | ------------------------------- | --------------------------------------------------------------------------- |
| 11 de junio            | Continental Grass Court Championship Rosmalen, Países Bajos Series Mundiales 225 000$ Hierba       | Amos Mansdorf 6–3, 7–6                           | Alexander Volkov                    | Richey Reneberg Patrick McEnroe | Henrik Holm David Engel Glenn Layendecker Robbie Weiss                      |
| 11 de junio            | Continental Grass Court Championship Rosmalen, Países Bajos Series Mundiales 225 000$ Hierba       | Jakob Hlasek Michael Stich 7–6, 6–3              | Jim Grabb Patrick McEnroe           | Richey Reneberg Patrick McEnroe | Henrik Holm David Engel Glenn Layendecker Robbie Weiss                      |
| 11 de junio            | Torneo Internazionali "Citta di Firenze" Florencia, Italia Series Mundiales 225 000$ Tierra batida | Magnus Larsson 6–7, 7–5, 6–0                     | Lawson Duncan                       | Aki Rahunen Omar Camporese      | Guillermo Pérez Roldán Javier Sánchez Vicario Tomás Carbonell Fernando Luna |
| 11 de junio            | Torneo Internazionali "Citta di Firenze" Florencia, Italia Series Mundiales 225 000$ Tierra batida | Sergi Bruguera Horacio de la Peña 3–6, 6–3, 6–4  | Luiz Mattar Diego Pérez             | Aki Rahunen Omar Camporese      | Guillermo Pérez Roldán Javier Sánchez Vicario Tomás Carbonell Fernando Luna |
| 11 de junio            | Stella Artois Championships Londres, Gran Bretaña Series Mundiales ATP 450 000$ Hierba             | Ivan Lendl 6–3, 6–2                              | Boris Becker                        | John McEnroe Stefan Edberg      | David Pate Richard Fromberg David Wheaton Christo van Rensburg              |
| 11 de junio            | Stella Artois Championships Londres, Gran Bretaña Series Mundiales ATP 450 000$ Hierba             | Jeremy Bates Kevin Curren 7–6, 6–4               | Henri Leconte Ivan Lendl            | John McEnroe Stefan Edberg      | David Pate Richard Fromberg David Wheaton Christo van Rensburg              |
| 18 de junio            | Campionati Internazionali di Puglia Génova, Italia Series Mundiales $225 000 Tierra batida         | Ronald Agénor 3–6, 6–4, 6–3                      | Tarik Benhabiles                    | Cédric Pioline Omar Camporese   | Udo Riglewski Mark Koevermans Luiz Mattar Horst Skoff                       |
| 18 de junio            | Campionati Internazionali di Puglia Génova, Italia Series Mundiales $225 000 Tierra batida         | Tomás Carbonell Udo Riglewski 7–6, 7–6           | Cristiano Caratti Federico Mordegan | Cédric Pioline Omar Camporese   | Udo Riglewski Mark Koevermans Luiz Mattar Horst Skoff                       |
| 18 de junio            | Direct Line Insurance Open Mánchester, Gran Bretaña Series Mundiales ATP 225 000$ Hierba           | Pete Sampras 7–6(11–9), 7–6(7–3)                 | Gilad Bloom                         | Nick Brown Eric Jelen           | Kelly Jones Mark Kratzmann Christo van Rensburg Kelly Evernden              |
| 18 de junio            | Direct Line Insurance Open Mánchester, Gran Bretaña Series Mundiales ATP 225 000$ Hierba           | Mark Kratzmann Jason Stoltenberg 6–3, 2–6, 6–4   | Nick Brown Kelly Jones              | Nick Brown Eric Jelen           | Kelly Jones Mark Kratzmann Christo van Rensburg Kelly Evernden              |
| 25 de junio 8 de julio | Torneo de Wimbledon Londres, Gran Bretaña Grand Slam 2 670 863$ Hierba                             | Stefan Edberg 6–2, 6–2, 3–6, 3–6, 6–4            | Boris Becker                        | Ivan Lendl Goran Ivanišević     | Brad Pearce Christian Bergström Kevin Curren Brad Gilbert                   |
| 25 de junio 8 de julio | Torneo de Wimbledon Londres, Gran Bretaña Grand Slam 2 670 863$ Hierba                             | Rick Leach Jim Pugh 7–6(7–5), 7–6(7–4), 7–6(7–5) | Pieter Aldrich Danie Visser         | Ivan Lendl Goran Ivanišević     | Brad Pearce Christian Bergström Kevin Curren Brad Gilbert                   |
| 25 de junio 8 de julio | Torneo de Wimbledon Londres, Gran Bretaña Grand Slam 2 670 863$ Hierba                             | Zina Garrison Rick Leach 7–5, 6–2                | Elizabeth Smylie John Fitzgerald    | Ivan Lendl Goran Ivanišević     | Brad Pearce Christian Bergström Kevin Curren Brad Gilbert                   |

### Julio
| Semana      | Torneo                                                                                        | Campeones                                             | Finalistas                            | Semifinalistas                        | Cuartos de final                                                    |
| ----------- | --------------------------------------------------------------------------------------------- | ----------------------------------------------------- | ------------------------------------- | ------------------------------------- | ------------------------------------------------------------------- |
| 9 de julio  | Abierto Investor de Båstad Bastad, Suecia Series Mundiales ATP 225 000$ Tierra Batida         | Richard Fromberg 6–2, 7–6(7–5)                        | Magnus Larsson                        | Lars Jönsson Marcelo Filippini        | Veli Paloheimo Diego Pérez Goran Prpić Aki Rahunen                  |
| 9 de julio  | Abierto Investor de Båstad Bastad, Suecia Series Mundiales ATP 225 000$ Tierra Batida         | Ronnie Båthman Rikard Bergh 6–1, 6–4                  | Jan Gunnarsson Udo Riglewski          | Lars Jönsson Marcelo Filippini        | Veli Paloheimo Diego Pérez Goran Prpić Aki Rahunen                  |
| 9 de julio  | Abierto RADO Suiza Gstaad, Suiza Series Mundiales ATP 275 000$ Tierra Batida                  | Martín Jaite 6–3, 6–7(5–7), 6–2, 6–2                  | Sergi Bruguera                        | Ronald Agénor Marc Rosset             | Carl-Uwe Steeb Jim Courier Andrei Chesnokov Emilio Sánchez Vicario  |
| 9 de julio  | Abierto RADO Suiza Gstaad, Suiza Series Mundiales ATP 275 000$ Tierra Batida                  | Sergio Casal Emilio Sánchez Vicario 6–3, 3–6, 7–5     | Omar Camporese Javier Sánchez Vicario | Ronald Agénor Marc Rosset             | Carl-Uwe Steeb Jim Courier Andrei Chesnokov Emilio Sánchez Vicario  |
| 9 de julio  | Volvo Hall of Fame Championships Newport, Estados Unidos Series Mundiales ATP 150 000$ Hierba | Pieter Aldrich 7–6(12–10), 1–6, 6–1                   | Darren Cahill                         | Gary Muller Eric Jelen                | Robbie Weiss Jim Pugh Mark Kratzmann Peter Lundgren                 |
| 9 de julio  | Volvo Hall of Fame Championships Newport, Estados Unidos Series Mundiales ATP 150 000$ Hierba | Darren Cahill Mark Kratzmann 7–6, 6–2                 | Todd Nelson Bryan Shelton             | Gary Muller Eric Jelen                | Robbie Weiss Jim Pugh Mark Kratzmann Peter Lundgren                 |
| 16 de julio | Mercedes Cup Stuttgart, Alemania ATP Championship Series 825 000$ Tierra Batida               | Goran Ivanišević 6–7(2–7), 6–1, 6–4, 7–6(7–5)         | Guillermo Pérez Roldán                | Henri Leconte Emilio Sánchez Vicario  | Horst Skoff Andrei Cherkasov Marcelo Filippini Eric Jelen           |
| 16 de julio | Mercedes Cup Stuttgart, Alemania ATP Championship Series 825 000$ Tierra Batida               | Pieter Aldrich Danie Visser 6–4, 7–5                  | Per Henricsson Nicklas Utgren         | Henri Leconte Emilio Sánchez Vicario  | Horst Skoff Andrei Cherkasov Marcelo Filippini Eric Jelen           |
| 16 de julio | Sovran Bank Classic Washington D.C., Estados Unidos Championship Series 420 000$ Dura         | Andre Agassi 6–1, 6–4                                 | Jim Grabb                             | Michael Chang Brad Gilbert            | Richey Reneberg Todd Witsken Derrick Rostagno Michael Stich         |
| 16 de julio | Sovran Bank Classic Washington D.C., Estados Unidos Championship Series 420 000$ Dura         | Grant Connell Glenn Michibata 2–6, 6–4, 6–2           | Jorge Lozano Todd Witsken             | Michael Chang Brad Gilbert            | Richey Reneberg Todd Witsken Derrick Rostagno Michael Stich         |
| 23 de julio | Player's Canadian Open Toronto, Canadá ATP Championship Series de una semana $930 000 Dura    | Michael Chang 4–6, 6–3, 7–6(7–3)                      | Jay Berger                            | Pete Sampras Jakob Hlasek             | Andre Agassi John McEnroe Tim Mayotte Todd Witsken                  |
| 23 de julio | Player's Canadian Open Toronto, Canadá ATP Championship Series de una semana $930 000 Dura    | Paul Annacone David Wheaton 6–4, 6–4                  | Broderick Dyke Peter Lundgren         | Pete Sampras Jakob Hlasek             | Andre Agassi John McEnroe Tim Mayotte Todd Witsken                  |
| 23 de julio | Abierto de Países Bajos Hilversum, Países Bajos Series Mundiales 215 ,000$ Tierra batida      | Francisco Clavet 3–6, 6–4, 6–2, 6–0                   | Eduardo Masso                         | Emilio Sánchez Vicario Omar Camporese | Olivier Delaître Sergi Bruguera Ronald Agénor Martín Jaite          |
| 23 de julio | Abierto de Países Bajos Hilversum, Países Bajos Series Mundiales 215 ,000$ Tierra batida      | Sergio Casal Emilio Sánchez Vicario 7–5, 7–5          | Paul Haarhuis Mark Koevermans         | Emilio Sánchez Vicario Omar Camporese | Olivier Delaître Sergi Bruguera Ronald Agénor Martín Jaite          |
| 30 de julio | Volvo Tennis/Los Angeles Los Ángeles, Estados Unidos Series Mundiales ATP 225 000$ Dura       | Stefan Edberg 7–6(7–4), 2–6, 7–6(7–3)                 | Michael Chang                         | Pete Sampras Gary Muller              | Jeff Tarango Jason Stoltenberg Dan Goldie Brian Garrow              |
| 30 de julio | Volvo Tennis/Los Angeles Los Ángeles, Estados Unidos Series Mundiales ATP 225 000$ Dura       | Scott Davis David Pate 3–6, 6–1, 6–3                  | Peter Lundgren Paul Wekesa            | Pete Sampras Gary Muller              | Jeff Tarango Jason Stoltenberg Dan Goldie Brian Garrow              |
| 30 de julio | Philips Austrian Open Kitzbühel, Austria Series Mundiales 337 500$ Tierra Batida              | Horacio de la Peña 6–4, 7–6(7–4), 2–6, 6–2            | Karel Nováček                         | Horst Skoff Emilio Sánchez Vicario    | Boris Becker Thomas Muster Andrei Cherkasov Sergi Bruguera          |
| 30 de julio | Philips Austrian Open Kitzbühel, Austria Series Mundiales 337 500$ Tierra Batida              | Javier Sánchez Vicario Éric Winogradsky 6–4, 4–6, 6–4 | Francisco Clavet Horst Skoff          | Horst Skoff Emilio Sánchez Vicario    | Boris Becker Thomas Muster Andrei Cherkasov Sergi Bruguera          |
| 30 de julio | Abierto de San remo San Remo, Italia Series Mundiales ATP 225 000$ Tierra Batida              | Jordi Arrese 6–2, 6–2                                 | Juan Aguilera                         | Marcelo Filippini Roberto Azar        | Guillermo Pérez Roldán Renzo Furlan Claudio Mezzadri Omar Camporese |
| 30 de julio | Abierto de San remo San Remo, Italia Series Mundiales ATP 225 000$ Tierra Batida              | Mihnea-Ion Năstase Goran Prpić 3–6, 7–6, 6–3          | Ola Jonsson Fredrik Nilsson           | Marcelo Filippini Roberto Azar        | Guillermo Pérez Roldán Renzo Furlan Claudio Mezzadri Omar Camporese |

### Agosto
| Semana                        | Torneo | Campeones                                            | Finalistas                          | Semifinalistas                  | Cuartos de final                                                 |
| ----------------------------- | --- | ---------------------------------------------------- | ----------------------------------- | ------------------------------- | ---------------------------------------------------------------- |
| 6 de agosto                   | Thriftway ATP Championships Mason, EE. UU. ATP Super 9 1 020 000$ Dura                                              | Stefan Edberg 6–1, 6–1                               | Brad Gilbert                        | Andrés Gómez Scott Davis        | Michael Chang Jim Courier Jakob Hlasek Richard Fromberg          |
| 6 de agosto                   | Thriftway ATP Championships Mason, EE. UU. ATP Super 9 1 020 000$ Dura                                              | Darren Cahill Mark Kratzmann 7–6, 6–4                | Neil Broad Gary Muller              | Andrés Gómez Scott Davis        | Michael Chang Jim Courier Jakob Hlasek Richard Fromberg          |
| 6 de agosto                   | Abierto de Checoslovaquia Praga, Checoslovaquia ATP Series Mundiales 148 400$ Tierra Batida                         | Jordi Arrese 7–6(7–3), 7–6(8–6)                      | Nicklas Kulti                       | Horacio de la Peña Goran Prpić  | Tarik Benhabiles Franco Davín Horst Skoff Christian Saceanu      |
| 6 de agosto                   | Abierto de Checoslovaquia Praga, Checoslovaquia ATP Series Mundiales 148 400$ Tierra Batida                         | Vojtěch Flégl Daniel Vacek 5–7, 6–4, 6–3             | George Cosac Florin Segărceanu      | Horacio de la Peña Goran Prpić  | Tarik Benhabiles Franco Davín Horst Skoff Christian Saceanu      |
| 13 de agosto                  | GTE U.S. Men's Hard Court Championships Indianápolis, Estados Unidos Championship Series 825 000$ Dura              | Boris Becker 6–3, 6–4                                | Peter Lundgren                      | Jay Berger Richey Reneberg      | Jim Courier Kelly Evernden Pete Sampras Andre Agassi             |
| 13 de agosto                  | GTE U.S. Men's Hard Court Championships Indianápolis, Estados Unidos Championship Series 825 000$ Dura              | Scott Davis David Pate 7–6, 7–6                      | Grant Connell Glenn Michibata       | Jay Berger Richey Reneberg      | Jim Courier Kelly Evernden Pete Sampras Andre Agassi             |
| 13 de agosto                  | Volvo International New Haven, EE. UU. ATP Championship Series 825 000$ Dura                                        | Derrick Rostagno 6–3, 6–3                            | Todd Woodbridge                     | Mark Woodforde Andrei Chesnokov | Bryan Shelton Wally Masur Cristiano Caratti Christo van Rensburg |
| 13 de agosto                  | Volvo International New Haven, EE. UU. ATP Championship Series 825 000$ Dura                                        | Jimmy Brown Scott Melville 7–5, 7–6                  | Goran Ivanišević Petr Korda         | Mark Woodforde Andrei Chesnokov | Bryan Shelton Wally Masur Cristiano Caratti Christo van Rensburg |
| 20 de agosto                  | Norstar Bank Hamlet Challenge Cup Long Island, EE. UU. Series Mundiales 225 000$ Dura                               | Stefan Edberg 7–6(7–3), 6–3                          | Goran Ivanišević                    | John McEnroe Guy Forget         | Jonas Svensson Brad Gilbert Pete Sampras Andrés Gómez            |
| 20 de agosto                  | Norstar Bank Hamlet Challenge Cup Long Island, EE. UU. Series Mundiales 225 000$ Dura                               | Guy Forget Jakob Hlasek 2–6, 6–3, 6–4                | Udo Riglewski Michael Stich         | John McEnroe Guy Forget         | Jonas Svensson Brad Gilbert Pete Sampras Andrés Gómez            |
| 20 de agosto                  | OTB International Schenectady, Nueva York, USA Series Mundiales 125 000$ Dura                                       | Michael Stich 6–2, 6–4                               | Emilio Sánchez Vicario              | Horst Skoff Francisco Clavet    | Todd Woodbridge Andrei Cherkasov Alexander Volkov Sergi Bruguera |
| 20 de agosto                  | OTB International Schenectady, Nueva York, USA Series Mundiales 125 000$ Dura                                       | Javier Sánchez Vicario Todd Woodbridge 3–6, 7–6, 7–6 | Andrés Gómez Emilio Sánchez Vicario | Horst Skoff Francisco Clavet    | Todd Woodbridge Andrei Cherkasov Alexander Volkov Sergi Bruguera |
| 20 de agosto                  | Internazionali di Tennis di San Marino Ciudad de San Marino, San Marino Series Mundiales ATP 125 000$ Tierra Batida | Guillermo Pérez Roldán 6–3, 6–3                      | Omar Camporese                      | Marcelo Filippini Nicklas Kulti | Renzo Furlan Pablo Arraya Franco Davín Pavel Vojtíšek            |
| 20 de agosto                  | Internazionali di Tennis di San Marino Ciudad de San Marino, San Marino Series Mundiales ATP 125 000$ Tierra Batida | Vojtěch Flégl Daniel Vacek 6–1, 4–6, 7–6             | Jordi Burillo Marcos Górriz         | Marcelo Filippini Nicklas Kulti | Renzo Furlan Pablo Arraya Franco Davín Pavel Vojtíšek            |
| 27 de agosto 10 de septiembre | Abierto de Estados Unidos Flushing, New York, Estados Unidos Grand Slam 2 554 250$ Dura                             | Pete Sampras 6–4, 6–3, 6–2                           | Andre Agassi                        | John McEnroe Boris Becker       | David Wheaton Ivan Lendl Andrei Cherkasov Aaron Krickstein       |
| 27 de agosto 10 de septiembre | Abierto de Estados Unidos Flushing, New York, Estados Unidos Grand Slam 2 554 250$ Dura                             | Pieter Aldrich Danie Visser 6–2, 7–6, 6–2            | Paul Annacone David Wheaton         | John McEnroe Boris Becker       | David Wheaton Ivan Lendl Andrei Cherkasov Aaron Krickstein       |
| 27 de agosto 10 de septiembre | Abierto de Estados Unidos Flushing, New York, Estados Unidos Grand Slam 2 554 250$ Dura                             | Elizabeth Smylie Todd Woodbridge 6–4, 6–2            | Natasha Zvereva Jim Pugh            | John McEnroe Boris Becker       | David Wheaton Ivan Lendl Andrei Cherkasov Aaron Krickstein       |

### Septiembre
| Semana           | Torneo                                                                                       | Campeones                                            | Finalistas                             | Semifinalistas                          | Cuartos de final                                                 |
| ---------------- | -------------------------------------------------------------------------------------------- | ---------------------------------------------------- | -------------------------------------- | --------------------------------------- | ---------------------------------------------------------------- |
| 10 de septiembre | Grand Prix Passing Shot Burdeos, Francia Series Mundailes 270 000$ Tierra batida             | Guy Forget 6–4, 6–3                                  | Goran Ivanišević                       | Ronald Agénor Guillermo Pérez Roldán    | Tomas Nydahl Lawson Duncan Thierry Champion Fabrice Santoro      |
| 10 de septiembre | Grand Prix Passing Shot Burdeos, Francia Series Mundailes 270 000$ Tierra batida             | Tomás Carbonell Libor Pimek 6–3, 6–7, 6–2            | Mansour Bahrami Yannick Noah           | Ronald Agénor Guillermo Pérez Roldán    | Tomas Nydahl Lawson Duncan Thierry Champion Fabrice Santoro      |
| 10 de septiembre | Barclay Open Ginebra, Suiza ATP Series Mundiales 225 000$ Tierra batida                      | Horst Skoff 7–6(10–8), 7–6(7–4)                      | Sergi Bruguera                         | Michael Tauson Marc Rosset              | Henri Leconte Horacio de la Peña Omar Camporese Renzo Furlan     |
| 10 de septiembre | Barclay Open Ginebra, Suiza ATP Series Mundiales 225 000$ Tierra batida                      | Pablo Albano David Engel 6–3, 7–6                    | Neil Borwick David Lewis               | Michael Tauson Marc Rosset              | Henri Leconte Horacio de la Peña Omar Camporese Renzo Furlan     |
| 17 de septiembre | Copa Davis Semifinales Sídney, Australia – hierba Viena, Austria – Tierra Batida             | Ganadores Semifinal Australia 5–0 Estados Unidos 3–2 | Perdedores Semifinal Argentina Austria |                                         |                                                                  |
| 24 de septiembre | Davidoff Swiss Indoors Basilea, Suiza Series Mundiales ATP 450 000$ Dura                     | John McEnroe 6–7(4–7), 4–6, 7–6(7–3), 6–3, 6–4       | Goran Ivanišević                       | Scott Melville Veli Paloheimo           | Yannick Noah Andrei Cherkasov Magnus Gustafsson Michael Stich    |
| 24 de septiembre | Stefan Kruger Christo van Rensburg 4–6, 7–6, 6–3                                             | Neil Broad Gary Muller                               |                                        | Scott Melville Veli Paloheimo           | Yannick Noah Andrei Cherkasov Magnus Gustafsson Michael Stich    |
| 24 de septiembre | Campionati Internazionali di Sicilia Palermo, Italia Series Mundiales 270 000$ Tierra batida | Franco Davín 6–1, 6–1                                | Juan Aguilera                          | Thierry Champion Guillermo Pérez Roldán | Martin Střelba Horacio de la Peña Claudio Pistolesi Marián Vajda |
| 24 de septiembre | Campionati Internazionali di Sicilia Palermo, Italia Series Mundiales 270 000$ Tierra batida | Sergio Casal Emilio Sánchez Vicario 6–3, 6–4         | Carlos Costa Horacio de la Peña        | Thierry Champion Guillermo Pérez Roldán | Martin Střelba Horacio de la Peña Claudio Pistolesi Marián Vajda |
| 24 de septiembre | Abierto de Queensland, Australia ATP Series Mundiales 225 000$ Dura                          | Brad Gilbert 6–3, 6–1                                | Aaron Krickstein                       | Carl-Uwe Steeb John Fitzgerald          | Carl Limberger Niclas Kroon Robbie Weiss Eric Jelen              |
| 24 de septiembre | Abierto de Queensland, Australia ATP Series Mundiales 225 000$ Dura                          | Jason Stoltenberg Todd Woodbridge 2–6, 6–4, 6–4      | Brian Garrow Mark Woodforde            | Carl-Uwe Steeb John Fitzgerald          | Carl Limberger Niclas Kroon Robbie Weiss Eric Jelen              |

### Octubre
| Semana        | Torneo                                                                                         | Campeones                                    | Finalistas                         | Semifinalistas                 | Cuartos de final                                                             |
| ------------- | ---------------------------------------------------------------------------------------------- | -------------------------------------------- | ---------------------------------- | ------------------------------ | ---------------------------------------------------------------------------- |
| 1 de octubre  | Internacional de Atenas Atenas, Grecia Series Mundiales 125 000$ Tierra batida                 | Mark Koevermans 5–7, 6–4, 6–1                | Franco Davín                       | Marián Vajda Jordi Arrese      | Tomás Carbonell Guillermo Pérez Roldán Javier Sánchez Vicario Francisco Roig |
| 1 de octubre  | Internacional de Atenas Atenas, Grecia Series Mundiales 125 000$ Tierra batida                 | Sergio Casal Javier Sánchez Vicario 6–4, 6–3 | Tom Kempers Richard Krajicek       | Marián Vajda Jordi Arrese      | Tomás Carbonell Guillermo Pérez Roldán Javier Sánchez Vicario Francisco Roig |
| 1 de octubre  | Gran Premio de Tenis de Toulousse Toulousse, Francia Series Mundiales ATP 260 000$ Dura        | Jonas Svensson 7–6(7–5), 6–2                 | Fabrice Santoro                    | Ronald Agénor Amos Mansdorf    | Christian Bergström Alexander Volkov Magnus Larsson Yannick Noah             |
| 1 de octubre  | Gran Premio de Tenis de Toulousse Toulousse, Francia Series Mundiales ATP 260 000$ Dura        | Neil Broad Gary Muller 7–6, 6–4              | Michael Mortensen Michiel Schapers | Ronald Agénor Amos Mansdorf    | Christian Bergström Alexander Volkov Magnus Larsson Yannick Noah             |
| 1 de octubre  | Australian Indoor Tennis Championships Sídney, Australia ATP Championship Series 750 000$ Dura | Boris Becker 7–6(7–4), 6–4, 6–4              | Stefan Edberg                      | Ivan Lendl Todd Woodbridge     | David Wheaton Peter Lundgren Grant Connell Richey Reneberg                   |
| 1 de octubre  | Australian Indoor Tennis Championships Sídney, Australia ATP Championship Series 750 000$ Dura | Broderick Dyke Peter Lundgren 6–2, 7–6       | Stefan Edberg Ivan Lendl           | Ivan Lendl Todd Woodbridge     | David Wheaton Peter Lundgren Grant Connell Richey Reneberg                   |
| 8 de octubre  | Seiko Super Tennis Tournament Toquio, Japón ATP Championship Series 750 000$ Moqueta           | Ivan Lendl 4–6, 6–3, 7–6(7–5)                | Boris Becker                       | Stefan Edberg Richey Reneberg  | Jakob Hlasek Scott Davis Thomas Högstedt Andrei Cherkasov                    |
| 8 de octubre  | Seiko Super Tennis Tournament Toquio, Japón ATP Championship Series 750 000$ Moqueta           | Guy Forget Jakob Hlasek 6–2, 4–6, 6–2        | Scott Davis David Pate             | Stefan Edberg Richey Reneberg  | Jakob Hlasek Scott Davis Thomas Högstedt Andrei Cherkasov                    |
| 8 de octubre  | Riklis Classic Tel Aviv, Israel Series Mundiales 125 000$ Dura                                 | Andrei Chesnokov 6–4, 6–3                    | Amos Mansdorf                      | Gilad Bloom Jeff Tarango       | Lars Jönsson Christo van Rensburg Mark Koevermans Nduka Odizor               |
| 8 de octubre  | Riklis Classic Tel Aviv, Israel Series Mundiales 125 000$ Dura                                 | Nduka Odizor Christo van Rensburg 6–3, 6–4   | Ronnie Båthman Rikard Bergh        | Gilad Bloom Jeff Tarango       | Lars Jönsson Christo van Rensburg Mark Koevermans Nduka Odizor               |
| 8 de octubre  | Holsten International Berlín, Alemania ATP Series Mundiales 260 000$ Moqueta                   | Petr Korda 6–3, 6–4                          | Arnaud Boetsch                     | Anders Järryd Patrik Kühnen    | Michael Stich Alexander Volkov Jean-Philippe Fleurian Cédric Pioline         |
| 8 de octubre  | Holsten International Berlín, Alemania ATP Series Mundiales 260 000$ Moqueta                   | Petr Korda Karel Nováček 3–6, 7–5, 7–5       | Jan Siemerink Daniel Vacek         | Anders Järryd Patrik Kühnen    | Michael Stich Alexander Volkov Jean-Philippe Fleurian Cédric Pioline         |
| 15 de octubre | Grand Prix de Tennis de Lyon Lyon, Francia Series Mundiales 450 000$ Moqueta                   | Marc Rosset 6–3, 6–2                         | Mats Wilander                      | Alexander Mronz David Pate     | Aaron Krickstein Jonas Svensson Ronald Agénor Gary Muller                    |
| 15 de octubre | Grand Prix de Tennis de Lyon Lyon, Francia Series Mundiales 450 000$ Moqueta                   | Patrick Galbraith Kelly Jones 7–6, 6–4       | Jim Grabb David Pate               | Alexander Mronz David Pate     | Aaron Krickstein Jonas Svensson Ronald Agénor Gary Muller                    |
| 15 de octubre | CA-TennisTrophy Viena, Austria ATP Championship Series 225 000$ Moqueta                        | Anders Järryd 6–3, 6–3, 6–1                  | Horst Skoff                        | Thomas Muster Alexander Volkov | Andrei Olhovskiy Lars Jönsson Martín Jaite John McEnroe                      |
| 15 de octubre | CA-TennisTrophy Viena, Austria ATP Championship Series 225 000$ Moqueta                        | Udo Riglewski Michael Stich 6–4, 6–4         | Jorge Lozano Todd Witsken          | Thomas Muster Alexander Volkov | Andrei Olhovskiy Lars Jönsson Martín Jaite John McEnroe                      |
| 21 de octubre | Abierto de Estocolmo Estocolmo, Suecia Series Mundiales ATP 840 000$ Moqueta                   | Boris Becker 6–4, 6–0, 6–3                   | Stefan Edberg                      | Alexander Volkov Pete Sampras  | Brad Gilbert Nicklas Kulti David Wheaton Goran Ivanišević                    |
| 21 de octubre | Abierto de Estocolmo Estocolmo, Suecia Series Mundiales ATP 840 000$ Moqueta                   | Guy Forget Jakob Hlasek 6–2, 6–3             | John Fitzgerald Anders Järryd      | Alexander Volkov Pete Sampras  | Brad Gilbert Nicklas Kulti David Wheaton Goran Ivanišević                    |
| 21 de octubre | Philips Open São Paulo, Brasil Serie Mundiales ATP 125 000$ – Moqueta                          | Robbie Weiss 3–6, 7–6(9–7), 6–3              | Jaime Yzaga                        | Jacco Eltingh Danilo Marcelino | Miguel Nido João Cunha e Silva Chris Garner Luiz Mattar                      |
| 21 de octubre | Philips Open São Paulo, Brasil Serie Mundiales ATP 125 000$ – Moqueta                          | Shelby Cannon Alfonso Mora 6–7, 6–3, 7–6     | Mark Koevermans Luiz Mattar        | Jacco Eltingh Danilo Marcelino | Miguel Nido João Cunha e Silva Chris Garner Luiz Mattar                      |
| 29 de octubre | Masters de París París, Francia ATP Championship Series de una semana 1 650 000$ Moqueta       | Stefan Edberg 3–3 ret.                       | Boris Becker                       | Sergi Bruguera Jonas Svensson  | Jakob Hlasek Guillaume Raoux Emilio Sánchez Vicario Michael Stich            |
| 29 de octubre | Masters de París París, Francia ATP Championship Series de una semana 1 650 000$ Moqueta       | Scott Davis David Pate 7–6, 7–6              | Darren Cahill Mark Kratzmann       | Sergi Bruguera Jonas Svensson  | Jakob Hlasek Guillaume Raoux Emilio Sánchez Vicario Michael Stich            |

### Noviembre
| Semana          | Torneo | Campeones                                       | Finalistas                            | Semifinalistas                                           | Cuartos de final                                                           |
| --------------- | --- | ----------------------------------------------- | ------------------------------------- | -------------------------------------------------------- | -------------------------------------------------------------------------- |
| 5 de noviembre  | Copa Kremlin Moscú, URSS Series Mundiales ATP $297 000 – Moqueta                                           | Andrei Cherkasov 6–2, 6–1                       | Tim Mayotte                           | Petr Korda Udo Riglewski                                 | Anders Järryd Alexander Volkov Sergio Casal Emilio Sánchez Vicario         |
| 5 de noviembre  | Copa Kremlin Moscú, URSS Series Mundiales ATP $297 000 – Moqueta                                           | Hendrik Jan Davids Paul Haarhuis 6–4, 7–6       | John Fitzgerald Anders Järryd         | Petr Korda Udo Riglewski                                 | Anders Järryd Alexander Volkov Sergio Casal Emilio Sánchez Vicario         |
| 5 de noviembre  | Diet Pepsi Challenge Londres, Reino Unido ATP Series Mundiales 297 000$ Moqueta                            | Jakob Hlasek 7–6(9–7), 6–3                      | Michael Chang                         | Christian Bergström Diego Nargiso                        | Patrick McEnroe Peter Lundgren Magnus Larsson Goran Ivanišević             |
| 5 de noviembre  | Diet Pepsi Challenge Londres, Reino Unido ATP Series Mundiales 297 000$ Moqueta                            | Jim Grabb Patrick McEnroe 7–6, 4–6, 6–3         | Rick Leach Jim Pugh                   | Christian Bergström Diego Nargiso                        | Patrick McEnroe Peter Lundgren Magnus Larsson Goran Ivanišević             |
| 5 de noviembre  | Citibank Open Itaparica, Brasil Series Mundiales ATP 225 000$ – Dura                                       | Mats Wilander 6–1, 6–2                          | Marcelo Filippini                     | Tomás Carbonell Mark Koevermans                          | Nuno Marques Cássio Motta Andrew Sznajder Maurice Ruah                     |
| 5 de noviembre  | Citibank Open Itaparica, Brasil Series Mundiales ATP 225 000$ – Dura                                       | Mauro Menezes Fernando Roese 7–6, 7–5           | Tomás Carbonell Marcos Aurelio Gorriz | Tomás Carbonell Mark Koevermans                          | Nuno Marques Cássio Motta Andrew Sznajder Maurice Ruah                     |
| 12 de noviembre | Campeonato Mundial ATP Tour individual Frankfurt, Alemania ATP Tour World Championships 2 020 000$ Moqueta | Andre Agassi 5–7, 7–6(7–5), 7–5, 6–2            | Stefan Edberg                         | Ivan Lendl Boris Becker                                  | Round robin Pete Sampras Emilio Sánchez Vicario Thomas Muster Andrés Gómez |
| 12 de noviembre | Campeonato Mundial ATP Tour de dobles Johannesburg, Sudáfrica ATP Tour World Championships 1 000 000$ Dura | Guy Forget Jakob Hlasek 6–4, 7–6(7–5), 5–7, 6–4 | Sergio Casal Emilio Sánchez Vicario   | Scott Davis / David Pate Grant Connell / Glenn Michibata | Scott Davis / David Pate Grant Connell / Glenn Michibata                   |
| 28 de noviembre | Copa Davis Final St. Petersburg (Florida), Estados Unidos – Tierra batida                                  | Estados Unidos 3–1                              | Australia                             |                                                          |                                                                            |

### Diciembre
| Semana         | Torneo                                                                    | Campeones                  | Finalistas   | Semifinalistas              | Cuartos de final                                           |
| -------------- | ------------------------------------------------------------------------- | -------------------------- | ------------ | --------------------------- | ---------------------------------------------------------- |
| 7 de diciembre | Grand Slam Cup Múnich, Alemania Copa Grand Slam(ITF) $6 000 000 – Moqueta | Pete Sampras 6–3, 6–4, 6–2 | Brad Gilbert | Michael Chang David Wheaton | Henri Leconte Goran Ivanišević Aaron Krickstein Ivan Lendl |